# Vermögensverkehrsstelle

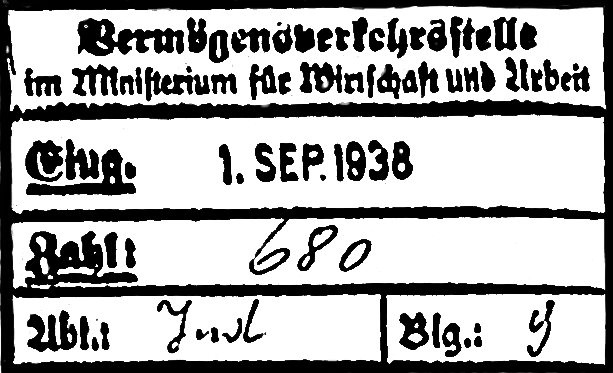
Stempel der Vermögensverkehrsstelle (Wien 1938) auf den Arisierungspapieren der Wiener Manufaktur Friedrich Goldscheider

Die Vermögensverkehrsstelle (VVSt) war die von den Nationalsozialisten in Österreich eingerichtete zuständige Behörde für die Kontrolle und Gesamtorganisation der Zwangsenteignung jüdischer Privatvermögen und der sogenannten „Arisierung“ jüdischer Unternehmen. Als Leiter wurde der ehemalige Gauleiter Walter Rafelsberger eingesetzt, sein Stellvertreter war Hans Georg Bilgeri. Es gab zusätzlich zur Zentrale in Wien mehrere Nebenstellen.

## Geschichte
Die VVSt wurde am 18. Mai 1938 im österreichischen „Ministerium für Arbeit und Wirtschaft“ gegründet. Zu ihren Aufgaben gehörte die Bestellung von Treuhändern, Kommissaren und Abwicklern für Unternehmen sowie die Koordination der gesamtwirtschaftlichen Planung. Sie kontrollierte Kaufverträge, setzte den Kaufpreis für zur „Arisierung“ bestimmte Unternehmen fest und verordnete die Liquidation von Betrieben. Die VVSt kooperierte zur Erledigung ihres Auftrags mit den Referaten des Ministeriums für Arbeit und Wirtschaft, mit NS-Wirtschaftsstellen der gewerblichen Wirtschaft, mit dem Reichskuratorium für Wirtschaftlichkeit, mit gewerblichen Fachverbänden und der NSDAP.
Die Einrichtung der Vermögensverkehrsstelle ging auf eine Rede Hermann Görings zurück, der am 28. März 1938 forderte, die Maßnahmen zur Umleitung der jüdischen Wirtschaft seien in aller Ruhe zu treffen, um eine sachgemäße Umleitung zu gewährleisten und den Prozess der Entjudung nach gesetzlichen Grundlagen rechtlich durchzuführen. Der Einsetzung sogenannter ‚wilder Kommissare' sei sofort Einhalt zu gebieten.

## Rechtsgrundlagen und Tätigkeit
Mehrere aufeinander folgende Gesetze regelten den staatlich legalisierten Unternehmensraub, um eine kontrollierte und „legale Entjudung“ der Wirtschaft Österreichs in die Wege zu leiten bzw. weitere „wilde Arisierungen“ zu vereiteln. Am 26. April 1938 war die Vermögensanmeldung für Juden verordnet worden, am 12. November 1938, unmittelbar nach der sogenannten  Reichskristallnacht, die „Verordnung zur Ausschaltung der Juden aus dem deutschen Wirtschaftsleben“ erlassen. Am 3. Dezember 1938 folgte die „Verordnung über den Einsatz des jüdischen Vermögens“.
Zunächst wurde den jüdischen Unternehmen oft ein sogenannter Kommissarischer Verwalter zur Seite gestellt, der vom Eigentümer zu bezahlen war.
Die Vermögensverkehrsstelle konzentrierte sich auf die „Arisierung“ oder Liquidation von Klein- und Mittelbetrieben und kontrollierte 1938 damit Vermögenswerte von zwei Milliarden Reichsmark, das heißt rund zwei Drittel des jüdischen Gesamtvermögens in Österreich. 1939 hatte die Vermögensverkehrsstelle zwischen 4400 und 5000 Betriebe „arisiert“ und rund 21.000 Unternehmen aufgelöst. Göring beauftragte Wilhelm Keppler damit, die Großunternehmen zu „arisieren“.
Nach sogenannter Arisierung oder Auflösung eines Großteils der jüdischen Unternehmen wurde die VVSt im Jahr 1939 zur „Abwicklerstelle“ für die Auflösung der restlichen Betriebe im Handels- und Gewerbebereich. Als „Referat III Entjudung“ der Reichsstatthalterei Wien bestand die VVSt bis Kriegsende (1945) weiter. Bis 1945 wurden in Österreich von der Vermögensverkehrsstelle 6 Milliarden Schilling an Kaufpreisen und 1,5 Milliarden an Arisierungsauflagen eingenommen, zusätzlich 264 Millionen Schilling aus der Liquidierung zahlreicher Unternehmen. Dieses Geld wurde auf Sperrkonten überwiesen, auf die nur die VVSt Zugriff hatte.